# Bundesstraße 20
De Bundesstraße 20 (ook wel B20) is een bundesstraße in de Duitse deelstaat Beieren.
De B20 begint in Königssee en loopt verder langs de steden Bad Reichenhall, FreilassingLandau an der Isar, Eggenfelden, Straubing, Cham en Furth im Wald. De B20 is ongeveer 260 km lang.

## Hoofdbestemmingen
- Schönau
- Berchtesgaden
- Bad Reichenhall
- Piding
- Freilassing
- Burghausen
- Eggenfelden
- Landau
- Aiterhofen
- Straubing
- Cham
- Furth im Wald

B2 · B2a · B2R · B3 · B4 · B4R · B8 · B10 · B11 · B12 · B13 · B13n · B14 · B15 · B15n · B16 · B17 · B18 · B19 · B20 · B21 · B22 · B23 · B25 · B26 · B26a · B27 · B28 · B28a · B29 · B30 · B31 · B31a · B32 · B33 · B33a · B34 · B35 · B36 · B37 · B38 · B38a · B39 · B44 · B45 · B47 · B85 · B89 · B131n · B173 · B276 · B278 · B279 · B285 · B286 · B287 · B289 · B290 · B291 · B292 · B293 · B294 · B295 · B296 · B297 · B298 · B299 · B300 · B301 · B302 · B303 · B304 · B305 · B306 · B307 · B308 · B309 · B310 · B311 · B312 · B313 · B314 · B315 · B316 · B317 · B318 · B319 · B340 · B378 · B388 · B415 · B425 · B426 · B462 · B463 · B464 · B465 · B466 · B467 · B468 · B469 · B470 · B471 · B472 · B491 · B492 · B500 · B505 · B512 · B523 · B532 · B533 · B535 · B588 · B999